# Newtype

Logo

Newtype es una revista de anime y manga. Es publicado originalmente en Japón por Kadokawa Shoten y hasta febrero de 2008 tuvo una versión americana llamada Newtype USA. Incluyó contenidos traducidos directamente de japonés y también material original de la edición USA. El contenido incluye anime, manga, música, videojuegos, las revisiones de figuras de acción, entrevistas de director, los perfiles de artistas, y las columnas regulares por expertos de industria y entrevistas a directores. Newtype USA incluye también regalos, tales como pósteres, postales, publicación de manga, y una adición de DVD. Newtype USA es publicado por A.D. Vision, la sociedad matriz editora de películas de anime y manga, padre de la compañía distribuidora de anime ADV Films. La primera edición de Newtype USA fue publicada en noviembre de 2002. Existen otras publicaciones hermanas llamadas Newtype Hero y Newtype the Live que se especializan en tokusatsu (efectos visuales).

## Manga que ha sido publicado por entregas en Newtype
- Full Metal Panic!
- Angel/Dust
- Chrono Crusade
- Lagoon Engine Einsatz
- Neon Genesis Evangelion: The Iron Maiden Second
- The Aoi House 4-koma
- Angel/Dust Neo.
- Kobato.
- Lucky Star